# گایانه چیلویان
گایانه چیلویان (ارمنی: Գայանե Չիլոյան؛ زادهٔ ۲۷ سپتامبر ۲۰۰۰ در ایروان) ورزشکار دو و میدانی زن اهل ارمنستان در رشته دو سرعت است که در بازی‌های المپیک تابستانی ۲۰۱۶ در رشته 200 متر زنان به رقابت پرداخت.